# Nota marrón
La nota marrón es una hipotética frecuencia de infrasonidos que, debido a su resonancia, provocaría un efecto laxante en los seres humanos. El efecto nota marrón está basado en la creencia de que los infrasonidos pueden movilizar los intestinos, con la consecuente defecación de los sujetos expuestos a esas notas. Sin embargo, no hay evidencia científica que apoye la existencia de una "nota marrón", transmitida a través de ondas de sonido en el aire.
El nombre es una metonimia que hace referencia al color de las heces humanas. Se considera que esta frecuencia se encuentra entre los 5 y 9 Hz, es decir, por debajo de los 20 Hz, el límite inferior del espectro audible del oído humano. Las ondas acústicas que están por debajo de los 20 Hz son sentidas por el cuerpo, pero el oído es incapaz de percibirlas. Las únicas otras vibraciones denominadas con colores son los ruidos de color.

## Efectos fisiológicos de las vibraciones de baja frecuencia
Jürgen Altmann, de la Universidad de Dortmund, experto en armas sónicas, afirma que no hay pruebas fiables que demuestren que los infrasonidos puedan causar náuseas y vómitos.
En algunos conciertos con niveles de frecuencias graves muy altas se han registrado casos de colapso pulmonar en personas que estaban cerca del subwoofer, sobre todo en fumadores de talla alta y complexión delgada.
En 2005, el programa televisivo MythBusters intentó reproducir este mito. Después de probar una amplia gama de infrasonidos, Adam Savage no perdió el control de sus intestinos. No obstante, algunos miembros del equipo sufrieron cierto malestar, especialmente presión en el pecho.